# La Réserve (roman)
Pour les articles homonymes, voir La Réserve.
La Réserve (titre original : The Reserve) est un roman américain de Russell Banks paru en 2008.